# Mai 1928

## Événements
- France : premier Salon des indépendants de la Photographie.
- Gabon[1] : début de la révolte des Awandji dans la région du Haut-Ogooué, à la suite des mesures prises par l’administration contre un chef de village, Wongo, qui s’opposait au travail obligatoire. Ils mènent une guérilla dans la forêt jusqu’en août 1929, puis sont décimés par une sanglante répression. Les hommes awandjii se regroupent au sein d’une communauté religieuse et sociale, le mwiri, dont l’entrée est marquée par des rites initiatiques et qui joue un rôle de régulation sociale, politique, économique et surtout écologique. Elle permet la mise sur pied rapide de l’opposition au pouvoir colonial.

- 6 mai : Targa Florio

- 7 mai : premier vol du Couzinet Arc-en-Ciel.

- 8 mai : encyclique Miserentissimus Redemptor du pape Pie XI.

- 20 mai, Allemagne : victoire des sociaux-démocrates aux législatives. Net recul de la droite. Le parti nazi d'Adolf Hitler (NSDAP) obtient 12 sièges (810 000 voix et 2,6 %).
  - La droite se radicalise. Le chef des nationaux-allemands, le comte Westarp, est écarté au profit d’Alfred Hugenberg, homme d’affaires pangermaniste qui espère utiliser à son profit le mouvement nazi.

- 29 au 31 mai : un équipage italien (Ferrarin et Del Prete) bat le record de durée de vol : 58 heures et 34 minutes, sur un Fiat Savoia.

- 30 mai : 500 miles d'Indianapolis.

## Naissances
- 4 mai :
  - Hosni Mubarak, homme d'État égyptien ; président de la République arabe d'Égypte de 1981 à 2011 († 25 février 2020).
  - Maynard Ferguson, chef d'orchestre de jazz canadien († 23 août 2006).
- 6 mai :
  - Jacques Despierre, évêque catholique français, évêque émérite de Carcassonne.
  - Robert Poujade, homme politique français († 8 avril 2020).
- 7 mai : 
  - Serge Blusson, coureur cycliste français († 14 mars 1994).
  - Bruno Gerussi, acteur et réalisateur canadien († 21 novembre 1995).
- 9 mai : Barbara Ann Scott, patineuse artistique canadienne († 30 septembre 2012).
- 11 mai : Marco Ferreri, réalisateur italien  († 9 mai 1997).
- 12 mai : Burt Bacharach, compositeur, arrangeur, pianiste et producteur de musique américain († 8 février 2023).
- 13 mai : 
  - Édouard Molinaro, réalisateur, acteur, et scénariste français († 7 décembre 2013).
  - Enrique Bolaños Geyer, personnalité politique nicaraguayen († 14 juin 2021).
- 14 mai : Jean-Jacques Becker, historien français († 10 juillet 2023).
- 18 mai : Pernell Roberts, acteur américain († 24 janvier 2010).
- 19 mai : Pol Pot († 15 avril 1998), chef politique khmer, premier ministre du Cambodge (1975-1979).
- 21 mai : António Ribeiro, cardinal portugais, patriarche de Lisbonne († 24 mars 1998).
- 23 mai : Pauline Julien, chanteuse québécoise († 1er octobre 1998).
- 28 mai : Piet Moget, peintre néerlandais († 13 décembre 2015).
- 29 mai : Freddie Redd, pianiste de jazz américain († 17 mars 2021).

## Décès
- 13 juin : Emmeline Pankhurst, femme politique britannique féministe.
- 20 juin : Roald Amundsen (55 ans), explorateur norvégien (accident d'avion).